# Dąbrowa Wielka (gromada w powiecie wysokomazowieckim)
Dąbrowa Wielka – dawna gromada, czyli najmniejsza jednostka podziału terytorialnego Polskiej Rzeczypospolitej Ludowej w latach 1954–1972.
Gromady, z gromadzkimi radami narodowymi (GRN) jako organami władzy najniższego stopnia na wsi, funkcjonowały od reformy reorganizującej administrację wiejską przeprowadzonej jesienią 1954 do momentu ich zniesienia z dniem 1 stycznia 1973, tym samym wypierając organizację gminną w latach 1954–1972.
Gromadę Dąbrowa Wielka z siedzibą GRN w Dąbrowie Wielkiej utworzono – jako jedną z 8759 gromad – w powiecie wysokomazowieckim w woj. białostockim, na mocy uchwały nr 24/V WRN w Białymstoku z dnia 4 października 1954. W skład jednostki weszły obszary dotychczasowych gromad Dąbrowa Wielka, Dąbrowa Gogole, Dąbrowa Cherubiny, Dąbrowa Zabłotne, Dąbrowa Michałki, Dąbrowa Kity, Dąbrowa Kaski, Dąbrowa Łazy i Dąbrowa Szatanki ze zniesionej gminy Szepietowo oraz miejscowość Krzeczkowo Bieńki Nowe Kolonia z gromady Krzeczkowo Bieńki Nowe ze zniesionej gminy Czyżew w tymże powiecie. Dla gromady ustalono 15 członków gromadzkiej rady narodowej.
1 stycznia 1958 do gromady Dąbrowa Wielka przyłączono wsie Dąbrowa-Nowa Wieś i Dąbrowa-Bybytki ze zniesionej gromady Dąbrowa-Nowa Wieś.
31 grudnia 1959 do gromady Dąbrowa Wielka przyłączono wieś Dąbrowa-Dołęgi ze zniesionej gromady Plewki, wsie Kamień Stary, Kamień-Rupie i Trzeciny oraz przyległy do wsi Trzeciny obszar lasów państwowych N-ctwa Pietkowo o powierzchni 191,89 ha ze zniesionej gromady Dąbrowa-Dzięciel oraz wieś Święck Wielki ze zniesionej gromady Święck-Strumiany.
Gromada przetrwała do końca 1972 roku, czyli do kolejnej reformy gminnej.